# Deutsche Cichliden-Gesellschaft

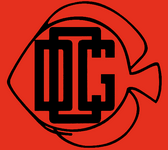
Das Logo der Deutschen Cichliden-Gesellschaft e. V., DCG

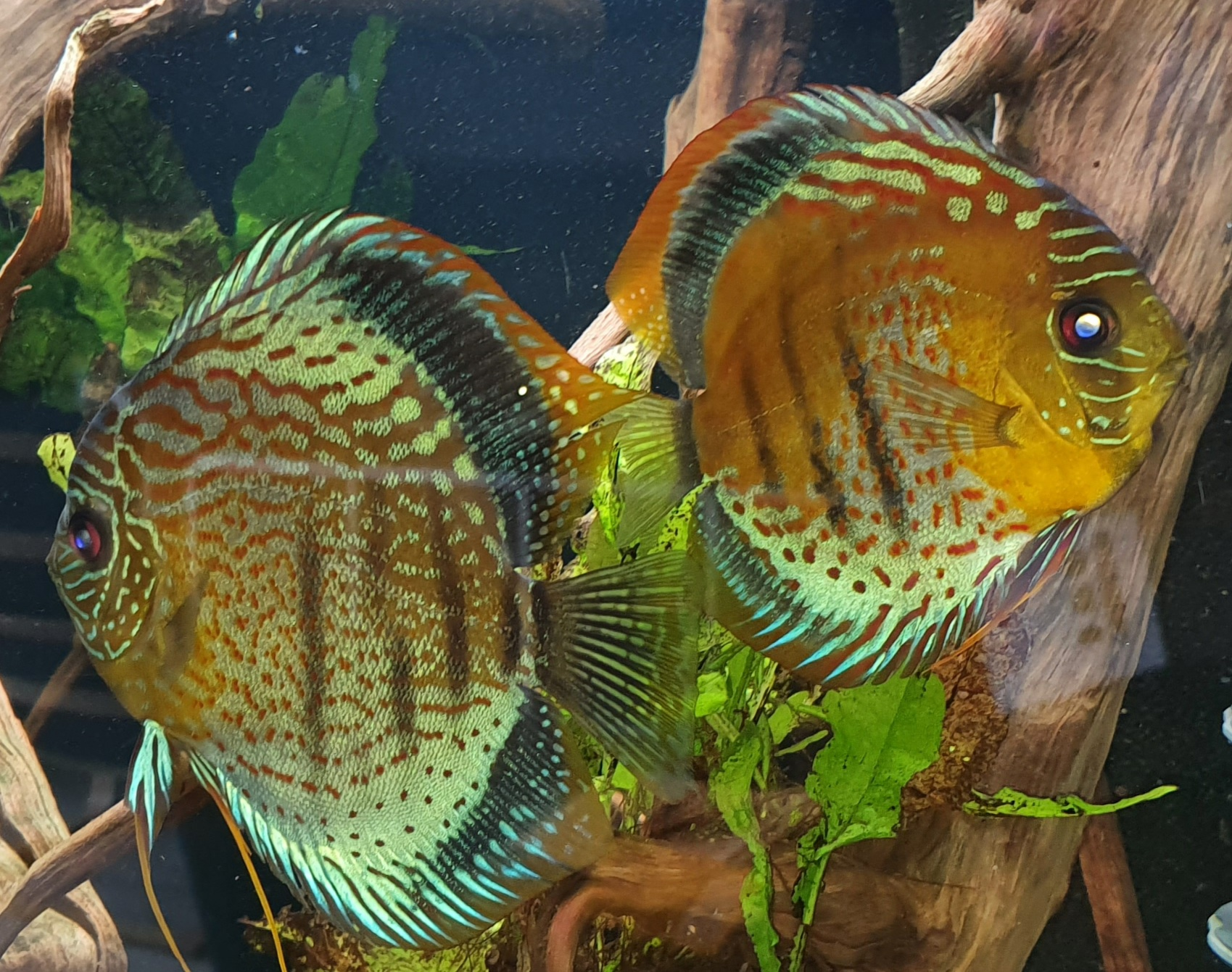
Der Diskus - 'Wappentier' der DCG. Hier: Symphysodon tarzoo LYONS, 1959 – Grüner Diskus aus dem westlichen Amazonas-Einzug

Die Deutsche Cichliden-Gesellschaft e. V. (DCG) ist ein Verein, der es sich zum Ziel gesetzt hat, an der Pflege, Vermehrung, Zucht und wissenschaftlichen Erforschung der Buntbarsche (Cichliden) interessierte Personen aus den deutschsprachigen Ländern (einschl. der Schweiz und Österreichs) zusammenzuführen. Der Verein will die aquaristischen und wissenschaftlichen Kenntnisse um die Familie der Cichliden vervollständigen und verbreiten. Ein weiterer Vereinszweck ist der Schutz und die Erhaltung der Cichlidenarten.
Die DCG wurde am 7. Februar 1970 auf Initiative von Klaus Grom, Werner Rexroth und Jochen Paulo gegründet. Sitz des Vereins ist Frankfurt am Main. Er ist Mitglied im Verband Deutscher Vereine für Aquarien- und Terrarienkunde (VDA) e.V.
Die Deutsche Cichliden-Gesellschaft e. V. (DCG) ist in Arbeitskreise (derzeit Großcichliden, Cichliden aus Ostafrika, Südamerikanische Zwergcichliden und Cichliden aus West- und Zentralafrika) und Regionen untergliedert, die nach geographischen Kriterien vom Präsidium festgesetzt werden. Der Verein hatte 2003 3.200 und 2008 2.500 Mitglieder. Die Mitgliederzahl ging bis 2021 auf 1.450 zurück.

## Aktivitäten
Die Gesellschaft gibt die monatlich erscheinende Vereinszeitschrift „DCG-Informationen“ sowie gelegentliche Sonder- und Themenhefte heraus. Seit 1999 schreibt die DCG jährlich Förderpreise für die wissenschaftliche Erforschung von Cichliden sowie seit 2019 für die Schulaquaristik aus. Außerdem werden regionale Tauschbörsen veranstaltet und Aquarien in öffentlichen Einrichtungen betreut.
Die DCG war einer der Mitveranstalter des weltweit ersten Symposiums, das „Gefährdete Süßwasserfische tropischer Ökosysteme“ zum Thema hatte. Es wurde unter der Schirmherrschaft des Limnologen Harald Sioli vom 9. bis 12. März 1995 im Zoologischen Forschungsinstitut und Museum Alexander Koenig, Bonn, als mehrtägiger internationaler Workshop mit Ausstellung ausgerichtet. Es folgten in den nächsten Jahren in unregelmäßigen Abständen weitere Symposien mit Vorträgen renommierter Wissenschaftler; die Reihe wird fortgesetzt.
In ihrer Zeitschrift sowie gesammelt auf ihrer Homepage führen Mitglieder das Projekt „DCG-Enzyklopädie“. Hier werden nicht nur Arten-Monografien und Pflegehinweise veröffentlicht, sondern auch Biografien von Ichthyologen und wichtige Quellen.

## DCG-Förderpreisprojekte
Seit 1999 unterstützt die DCG wissenschaftliche Forschung über Buntbarsche und deren natürliche Lebensräume mit einem eigenen Förderpreis. Er wird jährlich an wissenschaftliche Institutionen in der ganzen Welt vergeben und kommt speziellen Forschungsthemen zugute, die aus einer Vorschlags- bzw. Bewerbungsliste ausgewählt werden. Sowohl verhaltensbiologische als auch systematische und zoogeografische Forschung wird auf diese Weise unterstützt.
Weiterhin schreibt die Deutsche Cichliden-Gesellschaft e.V. jährlich ihren Förderpreis für die Schulaquaristik aus, um Schulen finanziell zu unterstützen, die das Wissen über Buntbarsche sowie ihre Pflege im Aquarium verbreiten oder Projekte durchführen, die den Schutz von Cichliden und ihren Lebensräumen zum Inhalt haben.

## Arterhaltung
In vielen Regionen der Erde werden Habitate z. T. endemisch in kleinen Verbreitungsgebieten vorkommender Cichliden durch Bevölkerungsdruck, Umweltzerstörung, Überfischung und Aussetzen von Fremdfaunen zerstört. Hier setzt die DCG seit 2014, zur Zeit unter Federführung von Robert Guggenbühl als Leiter des Resorts Arterhaltung, mit Erhaltungsprogrammen an.
Insbesondere bedrohte Cichlidenarten aus dem Victoriasee, aus Westafrika, und aus Süd- und Mittelamerika werden in den Aquarien der DCG-Mitglieder und in Zusammenarbeit mit Zoos und Museen vor dem Aussterben bewahrt.

## DCG-Enzyklopädie
Sämtliche Artikel aus Monats-, Themen- und Sonderheften der DCG-Informationen sind für Mitglieder der Deutsche Cichliden-Gesellschaft e. V. in der DCG-Enzyklopädie zugänglich. Hier werden nicht nur Art-Monografien und Pflegehinweise veröffentlicht, sondern auch Biografien von Ichthyologen und wichtige Quellen. Hier finden sich mehr als 4600 Beiträge, unterteilt in 260 Kategorien und durchsuchbar nach 2500 Schlagwörtern zu zahlreichen Sachthemen wie Anatomie, Biotope, Brutpflege & Zucht, Futter & Ernährung, Reiseberichte, Systematik, Technik, Vergesellschaftung, Wasserbiologie …

## Das Cichlidenverzeichnis der DCG
Unterteilt in eine taxonomische Gliederung in die 4 Unterfamilien der Cichliden Cichlinae, Etroplinae, Pseudocrenilabrinae und Ptychochrominae sowie in eine regionale Gliederung nach den regionalen Verbreitungsgebieten stellt die DCG Cichliden-Gattungen und ihre Arten vor.